# Ixodes
Ixodes es un género de garrapatas de la familia Ixodidae,  llamadas garrapatas duras.
Incluye importantes vectores de enfermedades de animales y de humanos. El principal es la enfermedad de Lyme causado por la bacteria Borrelia burgdorferi. La enfermedad se caracteriza por una erupción en forma de anillo alrededor de la picadura y puede afectar diversos órganos.
Otros organismos que pueden ser trasmitidos por Ixodes son parásitos del género Babesia, que causan babesiosis y bacterias del género Anaplasma, que causan anaplasmosis.

## Especies
- Ixodes abrocomae Lahille, 1916
- Ixodes acuminatus Neumann 1901
- Ixodes acutitarsus Karsch, 1880
- Ixodes affinis Neumann, 1899
- Ixodes albignaci Uilenberg & Hoogstraal , 1969
- Ixodes alluaudi Neumann, 1913
- Ixodes amarali Fonseca 1935
- Ixodes amersoni Kohls, 1966
- Ixodes anatis Chilton, 1904
- Ixodes andinus Kohls, 1956
- Ixodes angustus Neumann 1899
- Ixodes antechini Roberts, 1960
- Ixodes apronophorus Schulze 1924
- Ixodes arabukiensis Arthur, 1959
- Ixodes aragaoi Fonseca, 1935
- Ixodes arboricola Schulze & Schlottke, 1930
- Ixodes arebiensis Arthur, 1956
- Ixodes ariadnae Hornok, 2014
- Ixodes asanumai Kitaoka 1973
- Ixodes aulacodi Arthur, 1956
- Ixodes auriculaelongae Arthur, 1958
- Ixodes auritulus Neumann 1904
- Ixodes australiensis Neumann, 1904
- Ixodes baergi Cooley & Kohls, 1942
- Ixodes bakeri Arthur & Clifford, 1961
- Ixodes banksi Bishopp, 1911
- Ixodes bedfordi Arthur, 1959
- Ixodes bequaerti Cooley & Kohls, 1945
- Ixodes berlesei Birula, 1895
- Ixodes bivari Santos Dias, 1990
- Ixodes boliviensis Neumann, 1904
- Ixodes brewsterae Keirans, Clifford & Walker, 1982
- Ixodes browningi Arthur, 1956
- Ixodes brumpti Morel, 1965
- Ixodes brunneus Koch, 1844
- Ixodes calcarhebes Arthur & Zulu, 1980
- Ixodes caledonicus Nuttall 1910
- Ixodes canisuga Johnston, 1849
- Ixodes capromydis Cerny, 1966
- Ixodes catherinei Keirans, Clifford & Walker, 1982
- Ixodes cavipalpus Nuttall & Warburton 1908
- Ixodes ceylonensis Kohls, 1950
- Ixodes chilensis Kohls, 1956
- Ixodes colasbelcouri Arthur, 1957
- Ixodes colasbelcouri Arthur, 1957
- Ixodes collaris Hornok, 2016
- Ixodes collocaliae Schulze, 1937
- Ixodes columnae Takada & Fujita, 1992
- Ixodes conepati Cooley & Kohls, 1943
- Ixodes confusus Roberts, 1960
- Ixodes cookei Packard, 1869
- Ixodes cooleyi Aragão & Fonseca, 1951
- Ixodes copei Wilson, 1980
- Ixodes cordifer Neumann, 1908
- Ixodes cornuae Arthur, 1960
- Ixodes cornuatus Roberts, 1960
- Ixodes corwini Keirans, Clifford & Walker, 1982
- Ixodes crenulatus Koch, 1844
- Ixodes cuernavacensis Kohls & Clifford, 1966
- Ixodes cumulatimpunctatus Schulze, 1943
- Ixodes dampfi Cooley, 1943
- Ixodes daveyi Nuttall, 1913
- Ixodes dawesi Arthur, 1956
- Ixodes dendrolagi Wilson, 1967
- Ixodes dentatus Marx, 1899
- Ixodes dicei Keirans & Ajohda, 2003
- Ixodes diomedeae Arthur, 1958
- Ixodes diversifossus Neumann, 1899
- Ixodes djaronensis Neumann, 1907
- Ixodes domerguei Uilenberg & Hoogstraal, 1965
- Ixodes downsi Kohls, 1957
- Ixodes drakensbergensis Clifford, Theiler & Baker, 1975
- Ixodes eadsi Kohls & Clifford, 1964
- Ixodes eastoni Keirans & Clifford, 1983
- Ixodes eichhorni Nuttall 1916
- Ixodes eldaricus Dzhaparidze, 1950
- Ixodes elongatus Bedford, 1929
- Ixodes eudyptidis Maskell, 1885
- Ixodes euplecti Arthur, 1958
- Ixodes evansi Arthur, 1956
- Ixodes fecialis Warburton & Nuttall, 1909
- Ixodes festai Rondelli 1926
- Ixodes filippovae Cerny, 1961
- Ixodes fossulatus Neumann, 1899
- Ixodes frontalis Panzer, 1798
- Ixodes fuscipes Koch, 1844
- Ixodes galapagoensis Clifford & Hoogstraal, 1980
- Ixodes ghilarovi Filippova & Panova, 1988
- Ixodes gibbosus Nuttall, 1916
- Ixodes granulatus Supino, 1897
- Ixodes gregsoni Lindquist, Wu & Redner, 1999
- Ixodes guatemalensis Kohls, 1956
- Ixodes hearlei Gregson, 1941
- Ixodes heinrichi Arthur, 1962
- Ixodes hexagonus Leach 1815
- Ixodes himalayensis Dhanda & Kulkarni, 1969
- Ixodes hirsti Hassall, 1931
- Ixodes holocyclus Neumann, 1899
- Ixodes hoogstraali Arthur, 1955
- Ixodes howelli Cooley & Kohls, 1938
- Ixodes hyatti Clifford, Hoogstraal & Kohls, 1971
- Ixodes hydromyidis Swan, 1931
- Ixodes jacksoni Hoogstraal, 1967
- Ixodes jellisoni Cooley & Kohls, 1938
- Ixodes jonesae Kohls, Sonenshine & Clifford, 1969
- Ixodes kaiseri Arthur, 1957
- Ixodes kashimiricus Pomerantsev, 1948
- Ixodes kazakstani Olenev & Sorokoumov, 1934
- Ixodes kerguelenensis André & Colas-Belcour, 1942
- Ixodes kingi Bishopp, 1911
- Ixodes kohlsi Arthur, 1955
- Ixodes kopsteini Oudemans, 1926
- Ixodes kuntzi Hoogstraal & Kohls, 1965
- Ixodes laguri Olenev, 1931
- Ixodes lasallei Méndez Arocha & Ortiz, 1958
- Ixodes latus Arthur, 1958
- Ixodes laysanensis Wilson, 1964
- Ixodes lemuris Arthur, 1958
- Ixodes lewisi Arthur, 1965
- Ixodes lividus Koch, 1844
- Ixodes longiscutatus Boero 1944
- Ixodes loricatus Neumann 1899
- Ixodes loveridgei Arthur, 1958
- Ixodes luciae Sénevet, 1940
- Ixodes lunatus Neumann, 1907
- Ixodes luxuriosus Schulze, 1932
- Ixodes macfarlanei Keirans, Clifford & Walker, 1982
- Ixodes malayensis Kohls, 1962
- Ixodes marmotae Cooley & Kohls, 1938
- Ixodes marxi Banks, 1908
- Ixodes maslovi Emel'yanova & Kozlovskaya, 1967
- Ixodes matopi Spickett, Keirans, Norval & Clifford, 1981
- Ixodes mexicanus Cooley & Kohls, 1942
- Ixodes minor Neumann, 1902
- Ixodes minutae Arthur, 1959
- Ixodes mitchelli Kohls, Clifford & Hoogstraal, 1970
- Ixodes monospinosus Saito, 1968
- Ixodes montoyanus Cooley, 1944
- Ixodes moreli Arthur 1957
- Ixodes moscharius Teng, 1982
- Ixodes moschiferi Nemenz 1968
- Ixodes muniensis Arthur & Burrow, 1957
- Ixodes muris Bishopp & Smith, 1937
- Ixodes murreleti Cooley & Kohls, 1945
- Ixodes myospalacis Teng, 1986
- Ixodes myotomys Clifford & Hoogstraal, 1970
- Ixodes myrmecobii Roberts, 1962
- Ixodes nairobiensis Nuttall, 1916
- Ixodes nchisiensis Arthur, 1958
- Ixodes nectomys Kohls, 1956
- Ixodes neitzi Clifford, Walker & Keirans, 1977
- Ixodes nesomys Uilenberg & Hoogstraal, 1969
- Ixodes neuquenensis Ringuelet 1947
- Ixodes nicolasi Santos Dias, 1981
- Ixodes nipponensis Kitaoka & Saito, 1967
- Ixodes nitens Neumann, 1904
- Ixodes nuttalli Lahille, 1913
- Ixodes nuttallianus Schulze, 1930
- Ixodes occultus Pomerantsev, 1946
- Ixodes ochotonae Gregson, 1941
- Ixodes okapiae Arthur, 1956
- Ixodes oldi Nuttall 1913
- Ixodes ornithorhynchi Lucas, 1846
- Ixodes ovatus Neumann, 1899
- Ixodes pacificus Cooley & Kohls, 1943
- Ixodes paranaensis Barros-Battesti, Arzua, Pichorim & Keirans, 2003
- Ixodes pararicinus Keirans & Clifford, 1985
- Ixodes pavlovskyi Pomerantsev, 1946
- Ixodes percavatus Neumann, 1906
- Ixodes peromysci Augustson, 1940
- Ixodes persulcatus Schulze 1930
- Ixodes petauristae Warburton 1933
- Ixodes philipi Keirans & Kohls, 1970
- Ixodes pilosus Koch, 1844
- Ixodes pomerantzi Kohls, 1956
- Ixodes pomeranzevi Serdyukova, 1941
- Ixodes priscicollaris Schulze, 1932
- Ixodes procaviae Arthur & Burrow, 1957
- Ixodes prokopjevi Emel'yanova, 1979
- Ixodes radfordi Kohls, 1948
- Ixodes rageaui Arthur, 1958
- Ixodes randrianasoloi Uilenberg & Hoogstraal, 1969
- Ixodes rangtangensis Teng, 1973
- Ixodes rasus Neumann, 1899
- Ixodes redikorzevi Olenev, 1927
- Ixodes rhabdomysae Arthur, 1959
- Ixodes ricinus Linnaeus, 1758
- Ixodes rothschildi Nuttall & Warburton, 1911
- Ixodes rotundatus Arthur, 1958
- Ixodes rubicundus Neumann, 1904
- Ixodes rubidus Neumann, 1901
- Ixodes rugicollis Schulze & Schlottke, 1930
- Ixodes rugosus Bishopp 1911
- Ixodes sachalinensis Filippova, 1971
- Ixodes scapularis Say 1821
- Ixodes schillingsi Neumann, 1901
- Ixodes schulzei Aragão & Fonseca, 1951
- Ixodes sculptus Neumann, 1904
- Ixodes semenovi Olenev, 1929
- Ixodes shahi Clifford, Hoogstraal & Kohls, 1971
- Ixodes siamensis Kitaoka & Suzuki, 1983
- Ixodes sigelos Keirans, Clifford & Corwin, 1976
- Ixodes signatus Birula, 1895
- Ixodes simplex Neumann, 1906
- Ixodes sinaloa Kohls & Clifford, 1966
- Ixodes sinensis Teng, 1977
- Ixodes soricis Gregson, 1942
- Ixodes spinae Arthur, 1958
- Ixodes spinicoxalis Neumann, 1899
- Ixodes spinipalpis Hadwen & Nuttall, 1916
- Ixodes steini Schulze, 1932
- Ixodes stilesi Neumann 1911
- Ixodes stromi Filippova, 1957
- Ixodes subterranus Filippova, 1961
- Ixodes succineus Weidner, 1964
- Ixodes taglei Kohls 1969
- Ixodes tamaulipas Kohls & Clifford, 1966
- Ixodes tancitarius Cooley & Kohls, 1942
- Ixodes tanuki Saito, 1964
- Ixodes tapirus Kohls, 1956
- Ixodes tasmani Neumann, 1899
- Ixodes tecpanensis Kohls, 1956
- Ixodes tertiarius Scudder, 1885
- Ixodes texanus Banks, 1909
- Ixodes theilerae Arthur, 1953
- Ixodes thomasae Arthur & Burrow, 1957
- Ixodes tiptoni Kohls & Clifford, 1962
- Ixodes tovari Cooley, 1945
- Ixodes transvaalensis Clifford & Hoogstraal, 1966
- Ixodes trianguliceps Birula 1895
- Ixodes trichosuri Roberts, 1960
- Ixodes tropicalis Kohls, 1956
- Ixodes turdus Nakatsuji, 1942
- Ixodes ugandanus Neumann, 1906
- Ixodes unicavatus Neumann, 1908
- Ixodes uriae White, 1852
- Ixodes vanidicus Schulze, 1943
- Ixodes venezuelensis Kohls, 1953
- Ixodes ventalloi Gil Collado, 1936
- Ixodes vespertilionis Koch, 1844
- Ixodes vestitus Neumann, 1908
- Ixodes victoriensis Nuttall 1916
- Ixodes walkerae Clifford, Kohls & Hoogstraal, 1968
- Ixodes werneri Kohls, 1950
- Ixodes woodi Bishopp 1911
- Ixodes zaglossi Kohls, 1960
- Ixodes zairensis Keirans, Clifford & Walker, 1982
- Ixodes zumpti Arthur, 1960